# Leptictidium
Leptictidium (Latijn voor 'kleine gracieuze wezel') is een geslacht van uitgestorven kleine placentadieren; samen met de kangoeroes en sommige mensachtigen is het een van de weinige bekende zoogdieren die geheel tweevoetig zijn. Morfologisch gezien valt Leptictidium op door een combinatie van typische kenmerken van placentadieren met zeer gespecialiseerde aanpassingen. Het was een van de eerste takken die zich afsplitste van de gewone placentadieren na zijn verschijning aan het begin van het Eoceen, ongeveer 50 miljoen jaar geleden. Ondanks dat hij erg veel voorkwam in Europa, stierf Leptictidium ongeveer 35 miljoen jaar geleden uit zonder afstammelingen, waarschijnlijk doordat hij evolueerde om te leven in bos-ecosystemen en zich niet kon aanpassen aan de open vlaktes van het Oligoceen.

## Morfologie

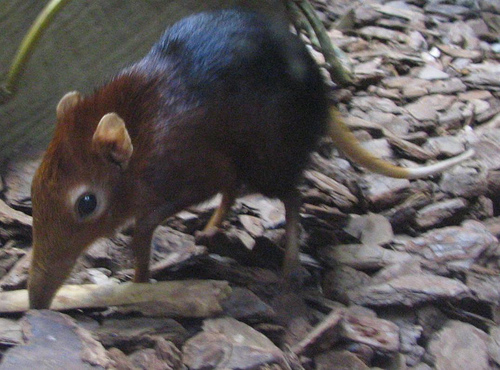
Leptictidium leek op springspitsmuizen.

Leptictidium wordt omschreven als 'een van de vreemdste dieren uit de Groeve Messel'. Dit komt door de manier waarop zijn anatomie redelijk primitieve elementen combineerde met zeer aangepaste elementen. Hij had kleine voorpoten en grote achterpoten, in het bijzonder bij het distale gedeelte (het verst verwijderde deel van het lichaam). De laterale vingerkootjes van de voorpoten (vingers I en V) waren erg klein en zwak, vinger III was het langst en vingers II en IV waren ongeveer even lang en een beetje korter dan vinger III. De uiteinden van de vingerkootjes waren puntig en lang.
De enkels en het sacro-iliacale gewricht waren redelijk soepel, terwijl het bekken verbonden was met het heiligbeen. De antorbitale spiervensters van zijn schedel tonen aan dat hij waarschijnlijk een lange en bewegelijke snuit had, net als de springspitsmuizen.
Leptictidium had grote diastemen tussen de premolaren, de molaren aan de bovenkant waren transversaler dan die van de Noord-Amerikaanse Leptictidae en de vierde premolaren waren molariform. De hoektanden aan de bovenkant waren incisiform. Zijn tanden waren redelijk klein in verhouding tot de grootte van de kaak en het dier zelf.
Leptictidium was ongeveer zestig tot negentig centimeter lang (waarvan meer dan de helft de staart betrof), en twintig centimeter groot. Hij woog een paar kilo. Deze maten varieerden per dier.

### Voortbeweging
Een van de raadsels over Leptidictium is of het zich rennend of springend voortbewoog. Doordat er weinig geheel tweevoetige zoogdieren bestaan, is het moeilijk om een geschikt levend model te vinden ter vergelijking. Wanneer het met de kangoeroe wordt vergeleken, is het waarschijnlijk dat Lepticidium op twee poten rende of hopte met zijn rug naar voren gebogen, waarbij de staart voor het evenwicht zorgde. Aan de andere kant combineren de springspitsmuizen beide manieren van voortbeweging: normaliter rennen ze op vier poten, maar ze kunnen zich op twee poten voortbewegen wanneer ze op de vlucht zijn voor een predator. Onderzoek betreffende de botstructuur van Leptictidium geeft tegenstrijdige informatie: enerzijds lijkt het erop dat de gewrichten van de poten te zwak waren om de schok van herhaaldelijke sprongen te verdragen, anderzijds is het duidelijk dat de lange poten niet dienden om te rennen, maar om te springen.
Kenneth D. Rose maakte een vergelijking van het soort L. nasutum met de Noord-Amerikaanse Leptictidae Leptictis dakotensis. L. dakotensis heeft een aantal eigenschappen die aanduiden dat het ging om een rennend dier dat soms een springende beweging maakte. Ondanks de voor de hand liggende gelijkenissen tussen Leptictis en Leptictidium zijn er echter enkele verschillen in hun skeletten die erop wijzen dat het voorbeeld van Leptictis geen zekerheid kan geven wat betreft de manier van voortbewegen van Leptictidium: het belangrijkste is dat, in tegenstelling tot Leptictis, het scheenbeen en het kuitbeen niet met elkaar waren samengevoegd. Panteologen zijn het er nog steeds niet over eens of Leptictidium zich springend of rennend voortbewoog en dit blijft dus vooralsnog een controversieel onderwerp.

## Gedrag
Wanneer men zich baseert op het gedrag van levende dieren die op Leptictidium lijken, is het redelijk aannemelijk dat het een dagdier was dat twee keer per dag ging jagen, 's ochtends en 's avonds. Er wordt gedacht dat Leptictidium een bijzondere gewoonte had tijdens het jagen, namelijk het maken van paden in het oerwoud waar hij leefde. Elke morgen en avond doorkruiste hij deze paden, jaagde hij op prooien en verschoof alles wat in de weg lag. Het behouden van deze paden zou van essentieel belang zijn, omdat deze ook werden gebruikt om te vluchten voor predatoren.
Aangezien de jongen van Leptictidium erg kwetsbaar waren voor aanvallen van predatoren, is het waarschijnlijk dat zij al zeer ontwikkeld ter wereld kwamen en redelijk jong onafhankelijk waren. Naar aanleiding van het gedrag van springspitsmuizen zou het kunnen zijn dat de jongen van Leptictidium al op vroege leeftijd gingen jagen met hun moeder en dat zij hen leerde om prooien te herkennen door aan de mond van de moeder te likken wanneer zij een dier had opgegeten, om zo de smaak van het voedsel te leren kennen.
In de Groeve Messel in Duitsland heeft men fossielen gevonden van drie verschillende soorten Leptictidium die in perfecte staat waren bewaard gebleven. Tekenen van haar zijn behouden, evenals de inhoud van de maag, die laten zien dat Leptictidium omnivoren waren die insecten, hagedissen en kleine zoogdieren aten. Het holotype L. tobieni had eveneens stukjes bladeren in zijn maag en redelijk veel zand in zijn buik, maar men kan niet met zekerheid stellen of het dier dit zelf had opgegeten of dat het na zijn dood in de maag is gekomen.

## Woongebied
Leptictidium leefde in de Europese subtropische bossen van het Eoceen. Vanaf het begin van deze periode steeg de temperatuur van onze planeet snel. Het was een van de meeste snelle en extreme opwarmingen van de aarde (in geologische termen) die in de geologische geschiedenis werd geregistreerd en de Paleocene-Eocene Thermal Maximum wordt genoemd. Het was een periode van snelle en intense opwarming (tot aan 7 °C op de hoge breedtegraden) die meer dan honderdduizend jaar duurde. Deze Thermal Maximum veroorzaakte dat een groot aantal dieren uitstierven, waardoor men de fauna van het Eoceen kan onderscheiden van die van het Paleoceen.
Het klimaat op de Aarde tijdens het het Eoceen was waarschijnlijk het meest homogeen van het Cenozoïcum; de temperatuurgradiënt van de evenaar tot de polen was de helft van de huidige en de diepe zeestromen waren uitzonderlijk warm. De polaire regio's waren veel warmer dan tegenwoordig, misschien zoals het noordwesten van de huidige Verenigde Staten. De gematigde bossen reikten zelfs tot de polen, terwijl de natte tropische klimaten tot aan 45° noorderbreedte liepen. Het verschil was groter bij de gematigde breedtegraden; echter was het klimaat van de tropen waarschijnlijk gelijk aan dat van nu.

In deze tijd lag een groot deel van het huidige meditterane Europa en zuidwest Azië onder de Tethysoceaan. De twee continenten waren van elkaar verwijderd door de Toergajstraat (een epicontinentale zee). Dankzij de luchtvochtigheid en de warme temperaturen was een groot deel van het Europese continent bedenkt met vegetatie.
Tijdens het Eoceen bevond de regio van het huidige Duitsland zich in een actieve vulkanische zone. Men denkt dat de Groeve Messel een oude locatie zou kunnen zijn van een vulkanisch meer verzadigd met CO2. Van tijd tot tijd zou het meer het gas wat zij bevatte loslaten, waardoor een dodelijke wolk tot stand kwam die de dieren uit de omgeving tot stikken bracht. Dit zou de grote hoeveelheid aan niet-watersoorten verklaren die men op de bodem van het oude meer van de Groeve Messel heeft gevonden.
In deze dichtbegroeide bossen deelde Leptictidium zijn woongebied met dieren zoals bijvoorbeeld Godinotia, Pholidocercus, Palaeotis en Propalaeotherium. Er waren ook predatoren: Asiatosuchus, Lesmesodon en Formicium. De top-predator was Gastornis, een carnivore reuzenloopvogel van ongeveer twee meter hoog.

## Soorten

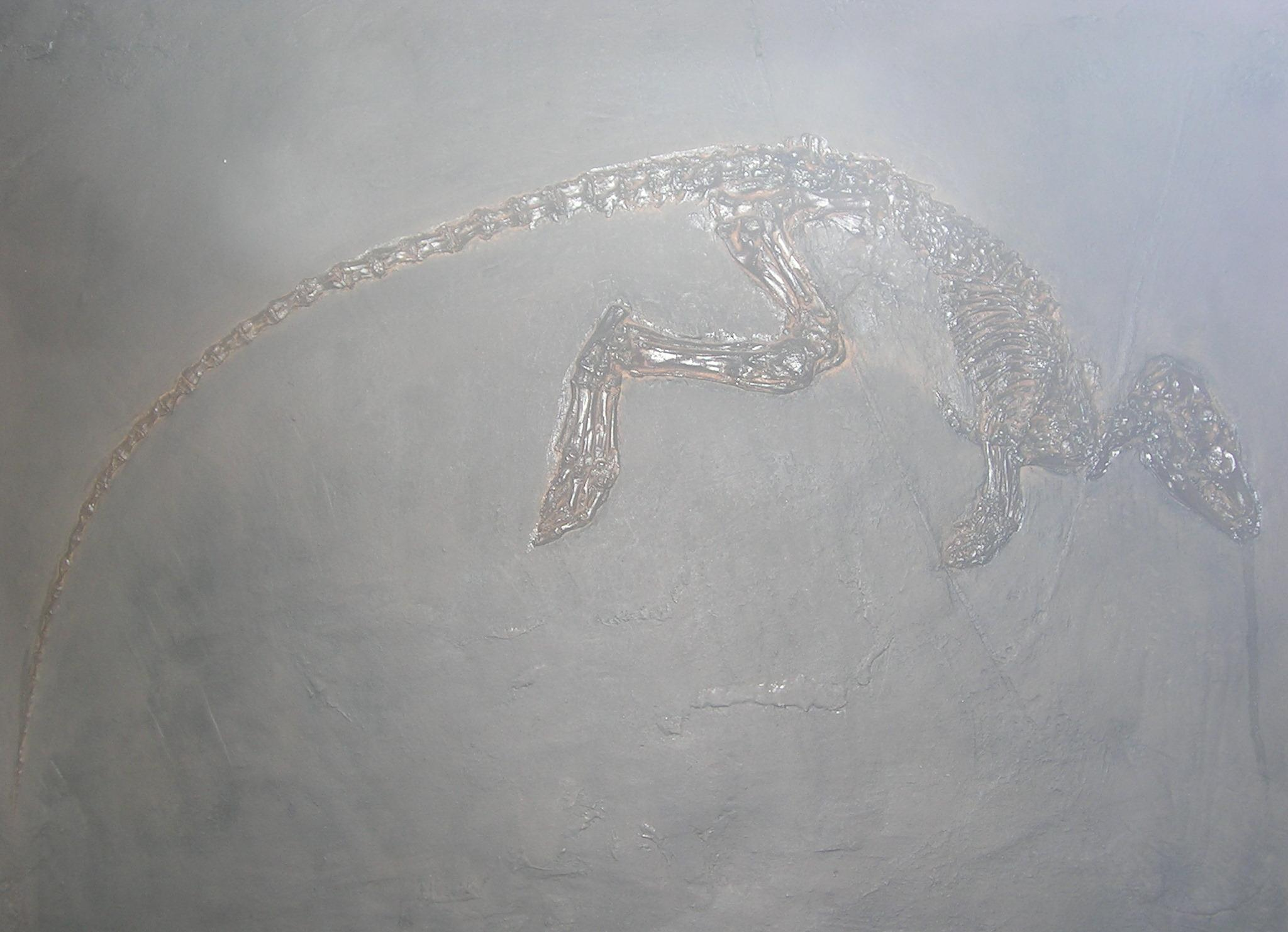
Foto van L. auderiense in het MNHN.

Het geslacht Leptictidium omvat vijf soorten:

### L. auderiense
Beschreven door Heinz Tobien in 1962. Hij baseerde zich op een serie onderkaken uit het geologisch tijdperk Lutetien, een etage in het Eoceen. Tobien vond eveneens een klein skelet dat hij definieerde als een paratype van het soort, maar Storch en Lister toonden in 1985 aan dat het skelet in werkelijkheid niet toebehoorde aan het geslacht Leptictidium. L. auderiense was het kleinste soort van Messel en maar zestig centimeter lang. Er zijn meerdere skeletten van L. auderiense gevonden in de Groeve Messel. Christian Mathis viel onder andere de buitengewone ontwikkeling van de paraconide van de onderpremolaar P4 op. De premolare en molare tanden waren redelijk klein in vergelijking met zijn gehele gebit. De naam van L. auderiense refereert aan de Romeinse stad Auderia.

### L. ginsburgi
Beschreven door Christian Mathis in 1989. Men heeft fossielen van dit soort gevonden in de Groeves van Robiac, Le Bretou, Lavergne, La Bouffie, Les Clapiès, Malpérié i Perrière (Frankrijk), in lagen van het Laat Ludium. De mesostyle, kenmerkend voor het geslacht Leptictidium, was niet zo ontwikkeld bij dit soort. L. ginsburgi is opgedragen aan Léonard Ginsburg, een Frans paleontoloog en voormalig onderdirecteur van het Muséum national d'histoire naturelle in Parijs.

### L. nasutum
Beschreven door Adrian Lister en Gerhard Storch in 1985. Het was een soort van middelmatige grootte die 75 centimeter lang was. Er zijn meerdere skeletten gevonden in de Groeve Messel in de etages van het Lutetien. De staart van dit soort bevatte 42-43 wervels, een aantal dat onder zoogdieren alleen groter is bij het langstaartschubdier. Zijn premolare en molare tanden waren redelijk klein in verhouding tot het gehele gebit. De naam van dit soort refereert aan de neus van het dier. Het holotype, het complete skelet van een volwassen exemplaar, wordt bewaard in het Forschungsinstitut Senckenberg in Frankfurt am Main.

### L. sigei
Beschreven door Christian Mathis in 1989. Er zijn fossielen van dit soort gevonden in de groeves van Sainte-Néboule, Baby, Sindou i Pécarel (Frankrijk), welke een primitiever aspect hebben dan L.nasutum. L. sigei is vooral bekend om zijn losstaande tanden. Hij had een premolare tand P4 met een erg kleine paraconide, net als een entoconide en een hypoconulide die goed te onderscheiden waren van de molare tanden M1 en M2. Het soort is opgedragen aan Bernard Sigé, een Frans paleontoloog.

### L. tobieni

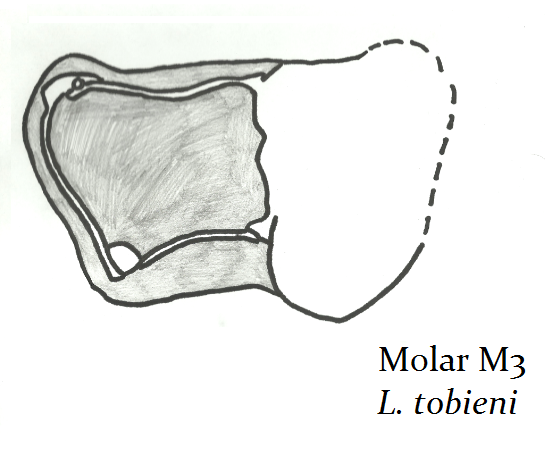
Derde bovenste molaar (M3) van L. tobieni.

Beschreven door Wighart von Koenigswald en Gerhard Storch in 1987. Het was het grootste soort van de vijf en ongeveer negentig centimeter lang. Het is een van de soorten die in de Groeve Messel gevonden is in lagen van het geologisch tijdperk Lutetien. Dit soort werd opgedragen aan Heinz Tobien, die het geslacht Leptictidium had omschreven en in de jaren 60 degene was die het onderzoek in de Groeve Messel stimuleerde. Het holotype is een compleet en uitstekend bewaard gebleven skelet van een volwassen exemplaar dat in september 1984 werd uitgegraven en zich nu in het Hessisches Landesmuseum Darmstadt bevindt. Er is ook een paratype; een incompleet en slecht bewaard gebleven exemplaar dat in het Koninklijk Belgisch Instituut voor Natuurwetenschappen ligt.
Het heeft een relatief stevige kaak met relatief grote mesostylen. De molariforme premolaren zijn een algemeen kenmerk van het geslacht Leptictidium die duidelijk aanwezig blijven in de premolaren P4 van L.tobieni. De goed ontwikkelde mesostyle en de transversale plaatsing van de bovenste molaren zijn andere kenmerken van dit soort.